# Pleurodiscus cyprius
Pleurodiscus cyprius is een slakkensoort uit de familie van de Pleurodiscidae. De wetenschappelijke naam van de soort is voor het eerst geldig gepubliceerd in 1896 door Kobelt.